# Сангрі (Монтана)
Сангрі (англ. Sangrey) — переписна місцевість (CDP) в США, в окрузі Гілл штату Монтана. Населення — 316 осіб (2020).

## Географія
Сангрі розташоване за координатами 48°16′54″ пн. ш. 109°49′0″ зх. д. / 48.28167° пн. ш. 109.81667° зх. д. (48.281659, -109.816742).  За даними Бюро перепису населення США в 2010 році переписна місцевість мала площу 16,42 км², уся площа — суходіл.

## Демографія
Згідно з переписом 2010 року, у переписній місцевості мешкало 306 осіб у 74 домогосподарствах у складі 65 родин. Густота населення становила 19 осіб/км².  Було 78 помешкань (5/км²).
Расовий склад населення:
| - 97,7 % — корінних американців - 1,6 % — білих |

До двох чи більше рас належало 0,7 %. Частка іспаномовних становила 3,6 % від усіх жителів.
За віковим діапазоном населення розподілялося таким чином: 39,2 % — особи молодші 18 років, 53,0 % — особи у віці 18—64 років, 7,8 % — особи у віці 65 років та старші. Медіана віку мешканця становила 23,6 року. На 100 осіб жіночої статі у переписній місцевості припадало 82,1 чоловіків;  на 100 жінок у віці від 18 років та старших — 80,6 чоловіків також старших 18 років.
Середній дохід на одне домашнє господарство  становив 38 497 доларів США (медіана — 31 071), а середній дохід на одну сім'ю — 33 623 долари (медіана — 26 000). За межею бідності перебувало 43,9 % осіб, у тому числі 46,0 % дітей у віці до 18 років та 37,0 % осіб у віці 65 років та старших.
Цивільне працевлаштоване населення становило 74 особи. Основні галузі зайнятості: освіта, охорона здоров'я та соціальна допомога — 47,3 %, публічна адміністрація — 20,3 %, транспорт — 14,9 %.